# 임동원
임동원(林東源, 1934년 7월 25일~)은 육군 소장으로 예편한 군인 출신 외교관 겸 정치인이다. 김대중 정부에서 통일부 장관·국가정보원장 등을 지냈다.

## 생애

### 생애 초반
평안북도 위원군 출생이다. 위원소학교와 선천중·신성고를 졸업한 뒤 한국 전쟁이 나자 1·4 후퇴 때 단신 월남했다.

### 군인 생활
먹고 살기 위해 국민방위군에 들어갔다가 국민방위군이 해산되는 바람에 미군 부대에 들어가 거기서 숙식을 해결하고 영어를 공부해 1952년 가을 대한민국 육군사관학교 시험에 합격해 1953년 13기로 입교했다.
육사 졸업 후 전방에서 소대장 근무 2년을 마치고 육사 교수요원으로 선발되어 서울대 철학과(1961년)·행정대학원(1964년)에서 위탁교육을 받고 1964~1969년 육사 교수부에서 전임강사·조교수로 5년간 근무하였다. 중령 시절에는 특전사 초대 특전교육대장으로 특수전 훈련과정을 마치기도 했다. 임동원은 야전군에서 사단 작전참모를 거쳐 합참 전략기획과장(1973~1976년) 보병 연대장(1976~1977년), 육군본부 전략기획처장(준장, 1977년~1980년) 등을 지내고 1980년 10월 육군 소장으로 예편했다.

### 공직 생활
1981년 2월 14일 주(駐) 나이지리아 대사로 발령을 받았다. 1981년 2월, 어느 인터뷰에서 "아프리카 또는 비동맹권 내에서의 나이지리아의 영향력을 생각해 볼 때 對나이지리아 외교는 경제 외교 말고도 안보외교의 측면에서 매우 중요하다"고 하였다. 1981년 3월 2일부터 1984년까지 주(駐) 나이지리아 대사를 지냈다. 1982년 8월 19일부터 22일에 있었던 전두환 대통령의 나이지리아 순방을 수행하였다. 1984년 10월 30일에 발령을 받아 1984년부터 1987년까지 주(駐) 오스트레일리아 대사를 지냈다. 1988년부터 1992년까지 외교안보연구원 원장을 맡았고, 1990년 군비통제기획단 단장, 1990년 남북고위급회담 대표를 맡았다.
1992년 통일부차관에 임명되었다가, 그해 9월 남북고위급회담에서 발생한 안기부 특보 이동복의 《대통령 훈령 조작사건》때문에 통일부 차관에서 경질되었다. 1992년 남북교류협력분과위원회 위원장도 맡았다. 이후 1993년 민족통일중앙협의회 의장, 1993년 통일정책평가위원, 1994년 세종연구소 객원연구위원을 맡다가, 군 출신임에도 불구하고 대북 상호주의를 일관되게 주장했던 것이 온건성향 군인 영입에 힘을 기울이던 김대중의 눈에 띄었고, 1995년 1월에 아태평화재단 사무총장으로 임명되어 김대중의 통일정책인 《햇볕정책》을 연구한다.

### 김대중 정부
김대중이 대통령에 당선되자 정부개편위원회 심의위 위원(1998년)을 거쳐 국민의 정부의 출범과 함께 1998년 2월 25일, 대통령비서실 외교안보수석비서관(차관급)에 임명되었다. 1998년 국가안전보장회의 사무처장을 겸임한다.
2001년 3월 30일부터 2001년 9월 3일까지 제27대 통일부장관을 역임하였다.
임동원은 국민의 정부에서 외교안보수석, 통일부장관, 국정원장, 외교안보통일 특보 등을 거치면서 김대중 대통령의 트레이드 마크인 '햇볕정책'을 입안·집행한 장본인이다. 김대중과 임동원, 둘 중에서 어느 한 사람이 없었다면 햇볕정책도 없었을 것이라는 것이 정설이다. 국가정보원장으로 대통령 특별보좌관을 겸직하였다.
임동원은 2002년 6월 29일 제2연평해전에 관하여 북한 측에 우호적인 발언을 했다. 그는 안보회의에서 "이번 사태는 우발적인 것"이라고 발언했다. "김정일은 개입하지 않았다. 그는 이런 지시를 내릴 사람이 아니다. 따라서 대북지원과 금강산 사업은 계속돼야 한다"고 브리핑했다. 이에 대해 황장엽은 “대포 한 발이 아니라 총 한 방을 쏘는 데도 김정일의 재가가 필요한 북한 군부 내에서 김정일의 재가도 받지 않은 채 포 사격을 명령할 사람은 있을 수 없다”, "북한 군부내 강경 세력의 돌출행동이라는 이야기도 나오고 있지만, 이는 북한을 몰라도 한참 모르는 얘기다”라며 임동원의 발언을 반박했다.
2005년 11월 14일, 서울중앙지방검찰청은 임동원과 신건에 대하여 통신비밀보호법 위반 등 혐의로 사전 구속영장을 청구했다. 검찰은 "국정원이 도청을 근절하도록 한 대통령의 지시를 정면으로 어겼고, 불법감청을 이용해 사실상 국내 정치사찰을 한 것으로 확인됐다"며 "이런 관행을 바꿀 수 있는 사람은 국정원장 한 사람뿐인데, 이들은 오히려 많은 예산을 추가로 투입해 불법감청장비를 개발한 후 불법감청 자료를 계속 보고 받았다"고 영장청구 배경을 밝혔다.
2009년 6월 19일 남북관계 개선을 위한 방안에 대해 "정부는 6.15공동선언과 10.4선언의 이행을 국내적으로 선언하고 말을 앞세우는 것이 아니라 행동을 해야 한다"며 "금강산 관광 사업은 우리가 중지시켰으니 우리가 재개하면 되고 개성공단 활성화 조치도 약속한 대로 지키면서 인도적 지원은 조건없이 해야 한다"고 조언했다.

## 학력
- 1957년 2월 육군사관학교 13기 문학사
- 1957년 7월 육군고급부관학교 졸업
- 1958년 2월 육군보병학교 졸업
- 1961년 8월 서울대학교 철학과 학사
- 1962년 7월 육군포병학교 졸업
- 1964년 8월 서울대학교 행정대학원 행정학 석사

## 경력
- 육군본부 전략기획처 차장
- 육군본부 전략기획처 처장
- 육군본부 작전국 국장
- 대한민국 육군 소장 예편(1980)
- 나이지리아 주재 대사(1981. 2. 14.~1984. 10. 30.)
- 오스트레일리아 주재 대사(1984. 11. 29.~1987. 12. 8.)
- 제8대 통일원 차관(1992. 1. 9.~1993. 3. 4.)
- 제25대 통일부 장관(1999. 5. 24.~1999. 12. 23.)
- 제24대 국가정보원장(1999. 12. 24.~2001. 3. 26.)
- 제27대 통일부 장관(2001. 3. 30.~2001. 9. 3.)

## 가족
- 임원혁(아들)

## 같이 보기
- 제2연평해전
- 신건
- 국정원 도청 사건